# Raïon de Kryjopil
Le raïon de Kryjopil (ukrainien : Крижопільський район) est une subdivision administrative de l'oblast de Vinnytsia, dans l'Ouest de l'Ukraine. Son centre administratif est la ville de Kryjopil.